# Lessard-en-Bresse
Lessard-en-Bresse este o comună în departamentul Saône-et-Loire, Franța. În 2009 avea o populație de 517 de locuitori.

## Evoluția populației
| An        | 1975 | 1982 | 1990 | 1999 | 2006 | 2009 |
| --------- | ---- | ---- | ---- | ---- | ---- | ---- |
| Populație | 390  | 385  | 392  | 425  | 480  | 517  |